# 賈琮
賈琮（かそう）
- 中国後漢末期の官吏。本項で解説する。
- 『紅楼夢』の登場人物。賈赦の子で賈宝玉の従兄弟。

賈琮（かそう、生没年未詳）は、中国後漢末期の官吏。字は孟堅。兗州東郡聊城県の人。
郡の孝廉に挙げられ、京県令となった。中平元年（184年）に交州の交趾で屯兵が反乱を起こした。賈琮は交州刺史に任ぜられると、領民を慰撫するとともに反乱の首謀者を誅殺し、硬軟を使い分けた政策により反乱を収めた。交州出身の士燮を交阯太守に推挙した。刺史を三年務めた後、議郎となった。その後、賈琮は冀州刺史に任命されると、地方官の罪を厳しく糾弾する意向を示した。このため震え上がった多くの地方官は、賈琮が任地に着く前に官を辞職したという。何進の上表により度遼将軍に任ぜられたが、在任中に死去した。